# Eriogonum thurberi
Eriogonum thurberi är en slideväxtart som beskrevs av John Torrey. Eriogonum thurberi ingår i släktet Eriogonum och familjen slideväxter. Inga underarter finns listade i Catalogue of Life.